# أرتنيت
أرتنيت هو موقع ويب من نوع قاعدة بيانات على النت أنشئ في 1998.

## وصلات خارجية
- الموقع الرسمي